# Betty Dorsey
Betty Joyce Dorsey (* 1945 in Baltimore; † 21. März 2020 in Timonium, Baltimore County, Maryland) war eine US-amerikanische Popsängerin, die in den 1960er- und 70er-Jahren in der Bundesrepublik Deutschland tätig war.

## Leben und Wirken
Dorsey wurde in eine musikalische Arbeiterfamilie von Sängern und Musikern geboren. Sie und ihr Zwillingsbruder Gordon waren die jüngsten von zehn Kindern von Roger und Catherine Dorsey. Mit vier Jahren war Betty Mitglied des Kinderchors der Union Memorial Methodist Church in Baltimore. Mit 12 Jahren war sie Solistin und trat im lokalen Fernsehen auf. Betty, zwei Brüder und ein Freund der Familie begannen als The Fourmost, ein Modern-Jazz-Vokalquartett, zu touren. Ihre schulische Ausbildung schloss sie an der Gwynn Falls Park Jr. High School und der Eastern High School mit Auszeichnung ab und erhielt eine Auszeichnung vom Morgan State College (jetzt Universität), wo sie ein Studium der Geschichtswissenschaft und Germanistik begann, das sie an der Harvard-Universität fortsetzte. 1967 wurde sie als bester Entertainer bei einem Wettbewerb in Maryland ausgezeichnet. 1968 erhielt sie ein Fulbright-Stipendium, um in Deutschland zu studieren.
Dort trat sie zunächst in lokalen Jazzclubs auf und brach ihr Studium ab. In Deutschland trat sie zunächst mit einem musikalischen Spektrum von Klassik über Popmusik bis hin zu Spirituals auf; 1969 kam es mit Max Greger zu ersten Fernsehauftritten im ZDF. In der Rolle der Bess wirkte sie in einer Inszenierung der Gershwin-Oper Porgy and Bess beim Stadttheater Mainz mit.
In der Folge trat Dorsey in ganz Europa auf und nahm Alben in der CSSR („Swing Low, Sweet Chariot“, mit Gustav Brom), Deutschland, Spanien, Italien und Bulgarien auf. In den 1970er Jahren war sie in Dutzenden von Radio- und Fernsehshows wie Die Drehscheibe (1964), Drei mal Neun und Musik aus Studio B zu erleben, unter anderem 1975 als Moderatorin ihrer eigenen TV-Show, sowie in den TV-Serien Butler Parker (1972) und MS Franziska (1977). Unter eigenem Namen legte sie zwei Alben und eine Reihe von Schlagersingles wie „Mach’s gut“, „Schenke mir heute ein bißchen Liebe“, „Sing Silverqueen“ und „Stay“ vor. Dorsey war in den 1970er-Jahren mit dem Bildenden Künstler Jürgen Möbius (* 1939), dann 20 Jahre lang mit Arthur Prechtl, einem deutschen Immobilienmanager, verheiratet, mit dem sie in Trier lebte, wo sie auch für die German American Society tätig war. Nach dem Tod ihres Mannes kehrte sie 2013 nach Baltimore zurück. Dorsey starb im März 2020 an den Folgen der Parkinson-Krankheit.

## Diskographische Hinweise
- Mach's gut / Ich träum' von Dir (Aronda, 1971)
- Zwei Menschen (Aronda, 1971)
- Concert Live (Trefiton, 1978)
- Cry Out (Comma Records, 1979)